# 凤阳之战
凤阳之战，明朝崇祯八年（1635年）正月，明末农民战争中，起义军首领张献忠率军为了攻克凤阳府进行的远袭战。
1635年正月，张献忠和高迎祥分率数万兵力由河南东进。正月十五日，张献忠率部攻明朝中都凤阳府，守凤阳的明朝将领朱國相领兵迎战。假装入城的农民军将士于是四处点火，与城外农民军主力配合。官军被内外夹击，阵势大乱，朱国相自杀，四千余名守军被歼。张献忠焚毁皇陵楼殿，举起旗帜自称“古元真龙皇帝”，高迎祥率部赶至凤阳，与张献忠在城内会合，三天后又分兵各向。此战，农民军出奇制胜，尽毁皇陵，朝野大震。